# Trial and Retribution
Trial and Retribution is een Britse politieserie die is bedacht en geschreven door Lynda La Plante. De serie liep vanaf 1997 gedurende 12 seizoenen met in totaal 22 (dubbele) afleveringen. In de serie maakt men kennis met de misdaad, het onderzoek en de berechting. Ook de persoonlijke problemen van en tussen de hoofdpersonages krijgen ruime aandacht.
David Hayman speelt Detective Superintendent (later Detective Chief Superintendent) Mike Walker met Kate Buffery als Detective Inspector Pat North. Zij onderzoeken grondig de zaken die om een oplossing vragen. Later wordt Pat North vervangen door Detective Chief Inspector Róisín Connor, gespeeld door Victoria Smurfit.
David Hayman vertelde in een interview dat D.C.I. Connor zijn rol als Walker zal overnemen en dat hij meer op de achtergrond zou opereren. Zahra Ahmadi speelt D.C. Imelda Folks.

## Lijst van afleveringen
(de eerste 6 afleveringen hadden alleen een nummer, vanaf aflevering 7 kregen ze een titel)
| Nummer aflevering | Titel aflevering                               | Eerste uitzending |
| 1 x 1             | Trial & Retribution (1)                        | 19-10-1997        |
| 1 x 2             | Trial & Retribution (2)                        | 20-10-1997        |
| 2 x 1             | Trial & Retribution II (1)                     | 18-10-1998        |
| 2 x 2             | Trial & Retribution II (2)                     | 19-10-1998        |
| 3 x 1             | Trial & Retribution III (1)                    | 7-10-1999         |
| 3 x 2             | Trial & Retribution III (2)                    | 14-10-1999        |
| 4 x 1             | Trial & Retribution IV (1)                     | 4-10-2000         |
| 4 x 2             | Trial & Retribution IV (2)                     | 5-10-2000         |
| 5 x 1             | Trial & Retribution V (1)                      | 19-6-2001         |
| 5 x 2             | Trial & Retribution V (2)                      | 20-6-2001         |
| 6 x 1             | Trial & Retribution VI (1)                     | 6-10-2002         |
| 6 x 2             | Trial & Retribution VI (2)                     | 7-10-2002         |
| 7 x 1             | Trial & Retribution VII: Suspicion (1)         | 1-9-2003          |
| 7 x 2             | Trial & Retribution VII: Suspicion (2)         | 2-9-2003          |
| 8 x 1             | Trial & Retribution VIII: Blue Eiderdown (1)   | 11-10-2004        |
| 8 x 2             | Trial & Retribution VIII: Blue Eiderdown (2)   | 12-10-2004        |
| 9 x 1             | Trial & Retribution IX: The Lovers (1)         | 7-11-2005         |
| 9 x 2             | Trial & Retribution IX: The Lovers (2)         | 8-11-2005         |
| 10 x 1            | Trial & Retribution X: Sins Of The Father (1)  | 14-1-2007         |
| 10 x 2            | Trial & Retribution X: Sins Of The Father (2)  | 15-1-2007         |
| 10 x 3            | Trial & Retribution XI: Closure (1)            | 21-1-2007         |
| 10 x 4            | Trial & Retribution XI: Closure (2)            | 22-1-2007         |
| 10 x 5            | Trial & Retribution XII: Paradise Lost (1)     | 28-1-2007         |
| 10 x 6            | Trial & Retribution XII: Paradise Lost (2)     | 29-1-2007         |
| 10 x 7            | Trial & Retribution XIII: Curriculum Vitae (1) | 4-2-2007          |
| 10 x 8            | Trial & Retribution XIII: Curriculum Vitae (2) | 5-2-2007          |
| 10 x 9            | Trial & Retribution XIV: Mirror Image (1)      | 12-2-2007         |
| 10 x 10           | Trial & Retribution XIV: Mirror Image (2)      | 13-2-2007         |
| 11 x 1            | Trial & Retribution XV: Rules Of The Game (1)  | 17-1-2008         |
| 11 x 2            | Trial & Retribution XV: Rules Of The Game (2)  | 24-1-2008         |
| 11 x 3            | Trial & Retribution XVI: Kill The King (1)     | 31-1-2008         |
| 11 x 4            | Trial & Retribution XVI: Kill The King (2)     | 7-2-2008          |
| 11 x 5            | Trial & Retribution XVII: Conviction (1)       | 14-2-2008         |
| 11 x 6            | Trial & Retribution XVII: Conviction (2)       | 21-2-2008         |
| 11 x 7            | Trial & Retribution XVIII: The Box (1)         | 28-2-2008         |
| 11 x 8            | Trial & Retribution XVIII: The Box (2)         | 13-3-2008         |
| 11 x 9            | Trial & Retribution XIX: Tracks (1)            | 20-3-2008         |
| 11 x 10           | Trial & Retribution XIX: Tracks (2)            | 27-3-2008         |
| 12 x 1            | Trial & Retribution XX: Siren (1)              | 9-1-2009          |
| 12 x 2            | Trial & Retribution XX: Siren (2)              | 16-1-2009         |
| 12 x 3            | Trial & Retribution XXI: Ghost Train (1)       | 23-1-2009         |
| 12 x 4            | Trial & Retribution XXI: Ghost Train (2)       | 30-1-2009         |
| 12 x 5            | Trial & Retribution XXII: Shooter (1)          | 6-2-2009          |
| 12 x 6            | Trial & Retribution XXII: Shooter (2)          | 13-2-2009         |